# Watkyn Bassett
Sir Watkyn Bassett ist eine wiederkehrende fiktive Figur in den komischen Romanen des britisch-amerikanischen P. G. Wodehouse. Er spielt in fünf Romanen, die P. G. Wodehouse zwischen 1933 und 1971 veröffentlichte, neben den Protagonisten Bertie Wooster und seinem Kammerdiener Jeeves eine Rolle.

## Charakterisierung
Wohnsitz von Sir Watkyn ist Totleigh Towers, ein Landsitz, der eine kurze Autostrecke von Brinkley Court, dem Landsitz von Bertie Woosters Tante Dahlia und ihrem Ehemann Tom Travers, entfernt liegt. Mit ihm gemeinsam leben seine Tochter Madeline und sein temperamentvolles Mündel Stephanie „Stiffy“ Byng, die stolze Besitzerin des überaus bissigen schwarzen Scotch Terriers Bartholomews ist. Häufiger Hausgast auf Totleighs Tower ist der mit Sir Watkyn befreundete Roderick Spode, den Wodehous in dem   1938 erschienen Alter Adel rostet nicht eng an Oswald Mosley anlehnt, der als Gründer der faschistischen Partei British Union of Fascists (BUF) bekannt wurde. In den nach dem Zweiten Weltkrieg geschriebenen Monaten verzichtete Wodehouse auf diese politische Zuordnung.
Watkyn Bassett hat während des größten Teils seines Lebens als Polizeirichter in London gedient und spät in seinem Leben adligen Titel und Wohlstand ererbt. Das Verhältnis von Bertie zu Sir Watkyn ist nicht das beste: Wegen eines Polizeihelmdiebstahls  hatte Sir Watkyn einstmals Bertie zu einer Geldstrafe von 5 Pfund verurteilt. Bertie hat seitdem seine eigene Theorie zur Herkunft des Wohlstands von Sir Watkyn:

„Im Herbst seines Lebens schwamm er in Geld, ja man darf ihn ohne Übertreibung als stinkreich bezeichnen. Den Großteil seiner Arbeitsjahre hatte er als Polizeirichter in London gewirkt, wo er mich kraft seines Amtes einmal zu einer Geldstrafe von fünf Pfund verdonnerte, und dies für ein läppische Kavaliersdeliktes, das ich am Abend der großen Ruderregatta verübte und für welches ein milder Verweis weit angemessener gewesen wäre. Kurz danach verstarb einer seiner Verwandten und hinterließ ihm ein Riesenvermögen. So jedenfalls lautete die offizielle Version. In Wahrheit aber hatte er im Laufe seiner Richterjahre alle Bußgelder selbst eingestrichen und auf diese Weise sackweise Kohle gescheffelt. Fünf Pfund hier, fünf Pfund dort, das läppert sich bald zusammen.“

Sir Watkyn ist seitdem der Ansicht, dass es sich bei Bertie Wooster um einen notorischen Dieb handelt. Bei der ersten Wiederbegegnung mit Bertie in Alter Adel rostet nicht gelangt Sir Watkyn zu der Überzeugung, dass Bertie erst seinen Schirm und dann ein silbernes Sahnekännchen aus einem Antiquitätenladen stehlen will. Trotz dieser Charaktereinschätzung ist Bertie mehrfach Gast auf Totleighs Tower. Die Einladung verdankt er jeweils Madeline, die über vier Romane hinweg eine nicht immer störungsfrei verlaufende Beziehung zu Berties Freund Gussie Fink-Nottle unterhält. Als Gentleman ist es Sir Watkyn unmöglich, einen Gast hinauszuwerfen, der auf Einladung seiner Tochter erschienen ist. Immerhin jedoch steht Bertie jedoch unter verschärfter Bewachung, ist der grundsätzlich Verdächtige, wenn auf Totleigh Towers ein Gegenstand verschwindet, wird unter anderem auf seinem Zimmer eingesperrt und erhält Polizeibewachung vor seinem Fenster. In einem Fall muss Jeeves sich sogar opfern und Butler bei Sir Watkyn werden, damit Bertie Wooster nicht wegen Diebstahl verurteilt wird. Gleichzeitig ist Sir Watkyn stets dem Risiko ausgesetzt, mit Bertie Wooster als Schwiegersohn zu enden. In Dann eben nicht, Jeeves stellt sich Gussie als zu schüchtern heraus, um Madeline direkt seine Liebe zu gestehen. Bertie springt ein und versucht Madeline behutsam auf dessen Werbung vorzubereiten. Madeline allerdings missversteht ihn und wenn sie Bertie wegen ihrer Zuneigung zu Gussie auch zurückweist, ist sie von da an der Überzeugung, dass Bertie sie innig liebt. Sie versichert ihm deshalb, sie werde ihn glücklich machen, sollte ihre Beziehung zu Gussie scheitern. Bertie ist als Gentleman nicht im Stande, sie über das Missverständnis aufzuklären.
Sowohl Tom Travers als auch Watkyn Bassett sind Sammler alten Silbers und anderer Objets d’Art und stehen dabei durchaus in Konkurrenz. Um an ein begehrtes silbernes Sahnekännchen zu gelangen, scheut der ehemalige Polizeirichter Sir Watkyn auch nicht vor unlauteren Mitteln zurück. Der magensensible Tom Travers wird mit Hummer und Gurkensalat außer Gefecht gesetzt, damit er die Frist verpasst, bis zu der der Antiquitätenhändler das Silberkännchen für ihn aufbewahrt. Nicht weniger begehrt ist eine ausgefallene schwarze Bernsteinfigur, von dem Sir Watkyn behauptet, dass er es für nur fünf Pfund erworben habe, um so den Sammlerneid Tom Travers zu erregen.

## Romane, in denen Watkyn Bassett einer der Protagonisten ist
- Right Ho, Jeeves (1934); deutscher Titel: Dann eben nicht, Jeeves. Der Roman erschien zwischen dem 23. Dezember 1933 und dem 27. Januar 1934 zunächst als Fortsetzungsgeschichte in der US-amerikanischen Saturday Evening Post.
- The Code of the Woosters (1938); deutscher Titel: Alter Adel rostet nicht
- The Mating Season (1949); deutscher Titel der Erstübersetzung Das höchste der Gefühle;
  - neu aufgelegt: Jeeves wirkt Wunder, neu übersetzt von Thomas Schlachter, Edition Epoca, Zürich
- Stiff Upper Lip, Jeeves (1963); deutscher Titel der Erstübersetzung: Was tun, Jeeves?;
  - neu aufgelegt: SOS, Jeeves!, neu übersetzt von Thomas Schlachter, Edition Epoca, Zürich
- Much Obliged, Jeeves (1971); Titel in den Vereinigten Staaten: Jeeves and the Tie That Binds; deutscher Titel: Ohne Butler geht es nicht

## Einzelbelege
1. ↑   Usborne: Plum Sauce. A P. G. Wodehouse Companion. S. 174.
2. ↑   P. G. Wodehouse: SOS, Jeeves!. S. 42. Übersetzung von Thomas Schlachter.